# José María Montes
José María Montes (* 22. März 1920 in Adrogué, Partido Almirante Brown, Argentinien; † 2. September 2011 in Temperley, Buenos Aires) war römisch-katholischer Bischof von Chascomús.

## Leben
José María Montes, aus einer Familie mit dreizehn Kindern stammend, war Assistent am Gericht in Almirante Brown sowie für das Unternehmen Bunge y Born SA tätig. 1949 trat er in das Priesterseminar San José in La Plata ein. Nach seinem theologischen und philosophischen Studium empfing er am 20. Dezember 1958 in San Gabriel Arcángel in La Plata die Priesterweihe durch den Weihbischof in La Plata, Raúl Francisco Primatesta.
Er war zunächst Privatsekretär von Raúl Francisco Primatesta, später Seelsorger im italienischen Krankenhaus in Buenos Aires und Pfarrer von Nuestra Señora de la Victoria in La Plata. 1965 wurde er Vikar in Nuestra Señora del Valle und gründete das colegio parroquial John F. Kennedy. Zudem engagierte er sich für die Katholische Aktion. 1976 wurde er Pfarrer von Nuestra Señora de los Dolores Santa Iglesia Catedral sowie Rektor und Kanonikus der Kathedrale von La Plata, einer der größten Kirchen in Südamerika.
Papst Paul VI. ernannte ihn am 15. Juni 1978 zum Titularbischof von Lamdia und zum Weihbischof im Erzbistum La Plata. Der Erzbischof von La Plata, Antonio José Plaza, spendete ihm am 15. August desselben Jahres die Bischofsweihe; Mitkonsekratoren waren  Octavio Nicolás Derisi, Weihbischof in La Plata, und Antonio Quarracino, Bischof von Avellaneda. Sein Wahlspruch war „Es necesario que El crezca y que yo disminuya“
Er wurde am 19. Januar 1983 von Papst Johannes Paul II. zum Bischof von Chascomús ernannt und am 8. März 1983 in das Amt eingeführt. Am 3. Juli 1996 nahm Papst Johannes Paul II. seinen altersbedingten Rücktritt an.
Am 2. September 2011 verstarb José María Montes in Temperley in der Provinz Buenos Aires.